# Brama Mirowska

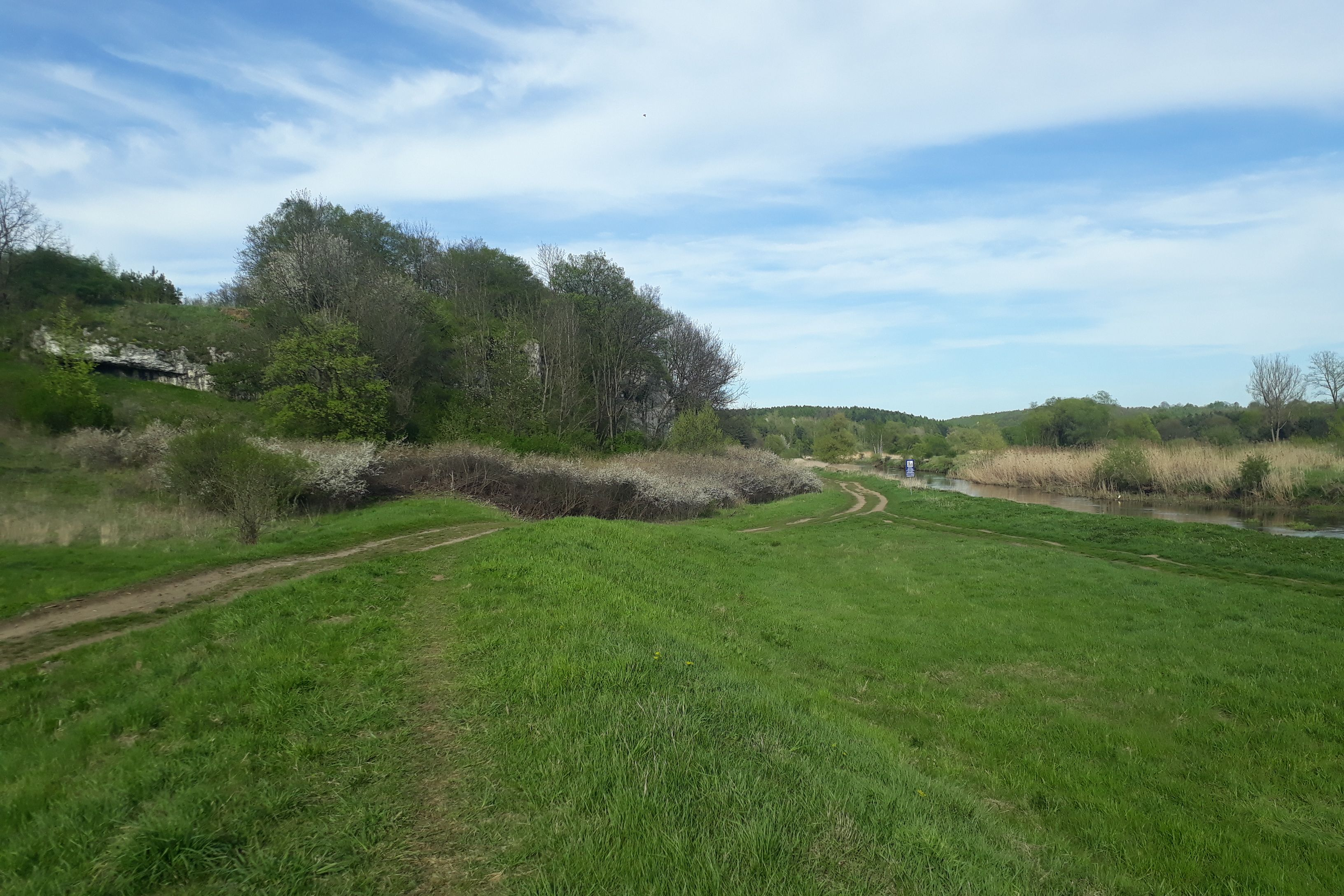
Brama Mirowska od zachodu

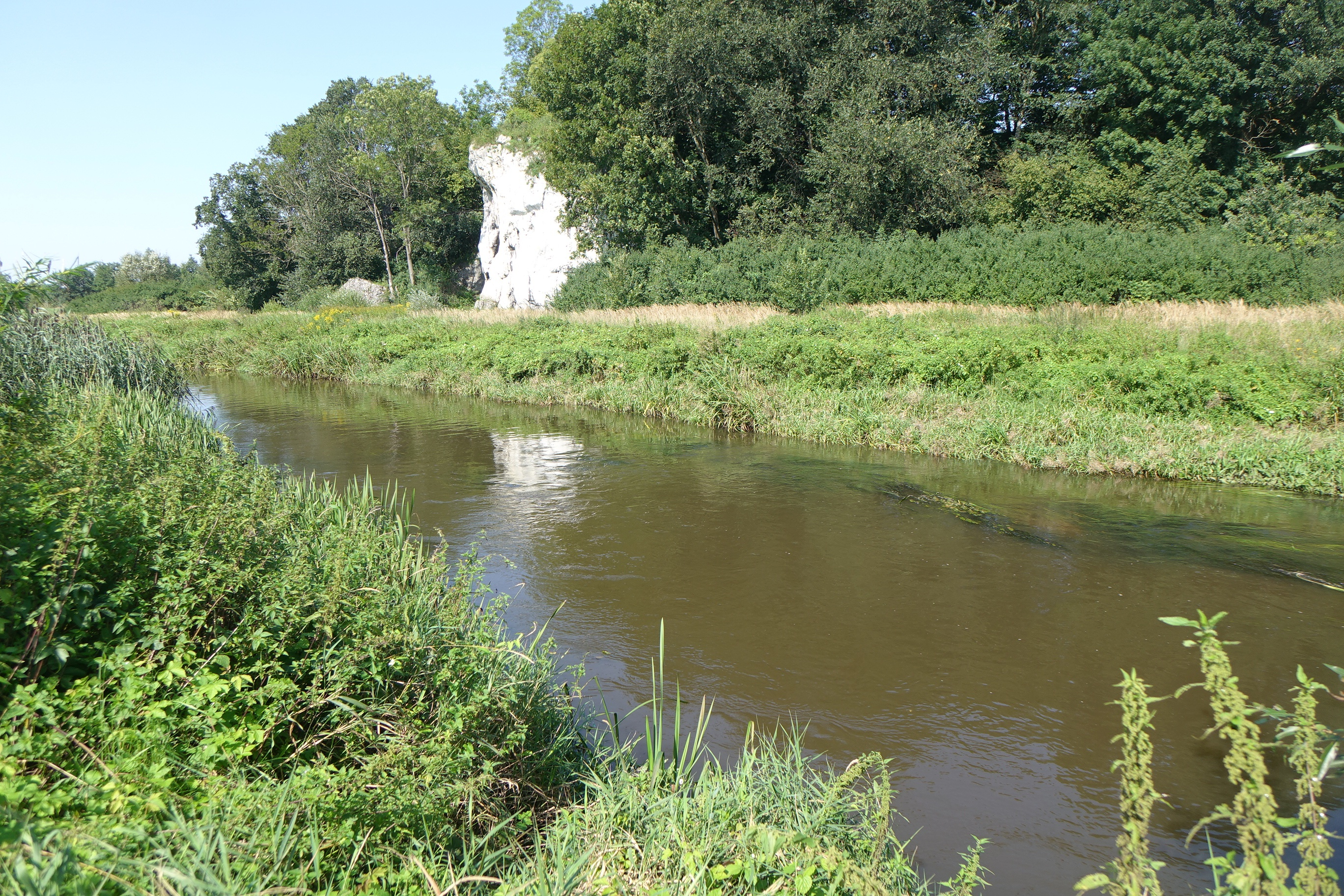
Balikowa Skała i Warta

Brama Mirowska – przełom rzeki Warty w należącym do Częstochowy osiedlu Mirów. Ograniczony jest po obydwu stronach stromymi zboczami. W najwęższym miejscu wznoszą się w nich zbudowane z twardych wapieni skalistych skały. Po północnej (orograficznie lewej) stronie jest to skała Mirów nad Wartą, po stronie południowej dwie skały Jaś i Małgosia (na mapie Geoportalu opisane jako Balikowa Skała). Odległość między Skałą w Mirowie a położoną bliżej rzeki skałą Jasia i Małgosi wynosi około 200 m, taka więc jest szerokość Bramy Mirowskiej w jej najwęższym miejscu.
Brama Mirowska znajduje się na Wyżynie Częstochowskiej i jest jednym z odcinków Przełomu Warty koło Mstowa.